# Circuito di Avellino

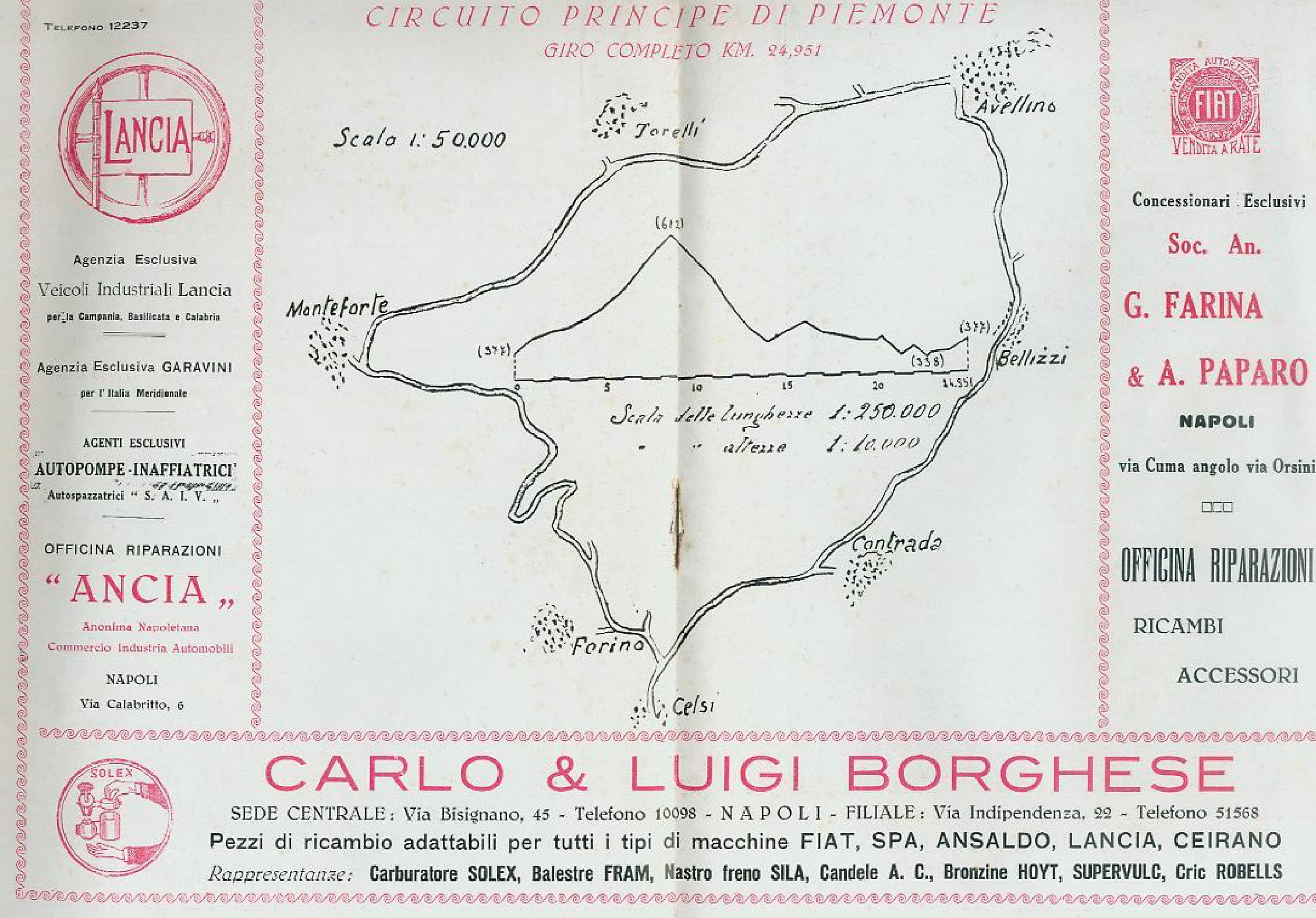
Historische Streckenkarte des Circuito de Avellino

Als Circuito di Avellino wurden zwei Motorsport-Rennstrecken in Italien bezeichnet. Die Straßenrundkurse wurden in den 1930er- und 1950er-Jahren für mehrere Sportwagenrennen benutzt.

## Geschichte
Für den 24,951 km langen Dreieckskurs, der zwischen Avellino, Monteforte Irpino und Celzi angelegt wurde, sind mehrere Rennen dokumentiert, die von 1928 bis 1933, sowie auf einer auf 9,6 km verkürzten Variante von 1950 bis 1953 stattfanden. 1931 bis 1933 fanden die Rennen zur Coppa Principe di Piemonte auf dem Kurs statt.